# Арапов, Александр Васильевич
Александр Васильевич Ара́пов (1 ноября 1959, с. Чиндяново, Мордовская АССР — 14 июня 2011, Саранск) — эрзянский писатель, поэт и переводчик, журналист, корреспондент, бард.

## Биография
В 1964 году семья переехала в Кабаево (эрз. Кобале веле) — родное село матери. Здесь прошли детство и юность поэта. Александру было 14 лет, когда в дубенской районной газете «Новая жизнь» было опубликовано его первое стихотворение. Начинающий поэт поверил в свои силы и стал посылать свои стихи в Москву. Вскоре они стали печататься в журнале «Пионер», прозвучали по Всесоюзному радио — в передаче «Ровесники» и в программах радиостанции «Юность».
В 1977 году Арапов с отличием окончил Кабаевскую среднюю школу и поступил на филологический факультет Мордовского государственного университета. После 3 курса перевелся на факультет журналистики Московского государственного университета им. М. В. Ломоносова, который окончил в 1983 году.
Поэт старался не пропустить ни одного важного литературного события: являлся членом литобъединения «Луч» при Московском университете, посещал литературную студию при журнале «Юность». Был знаком с поэтом, известным учёным, профессором МГУ им. М. В. Ломоносова Эдуардом Григорьевичем Бабаевым.
По окончании вуза А. В. Арапов работал корреспондентом газеты «Мордовский университет» (г. Саранск), с 1985 по 1989 год — литературным сотрудником. С 1989 по 2000 год — редактор отдела поэзии журнала «Сятко», с 2002 года — главный редактор журнала.
Журнал «Сятко», возглавляемый А. В. Араповым, стал центром пропаганды эрзянской литературы и культуры. На его страницах публикуются произведения писателей, ставшие достоянием эрзянской и общероссийской литературы. Много внимания поэт уделял подготовке молодых литературных кадров.
Александр Арапов писал на эрзянском и русском языках. С 1994 года член Союза писателей России. Являлся постоянным членом жюри Всероссийского фестиваля национальной песни «Од вий».
Умер Александр Васильевич Арапов 14 июня 2011 года. Похоронен в Саранске.

## Творчество

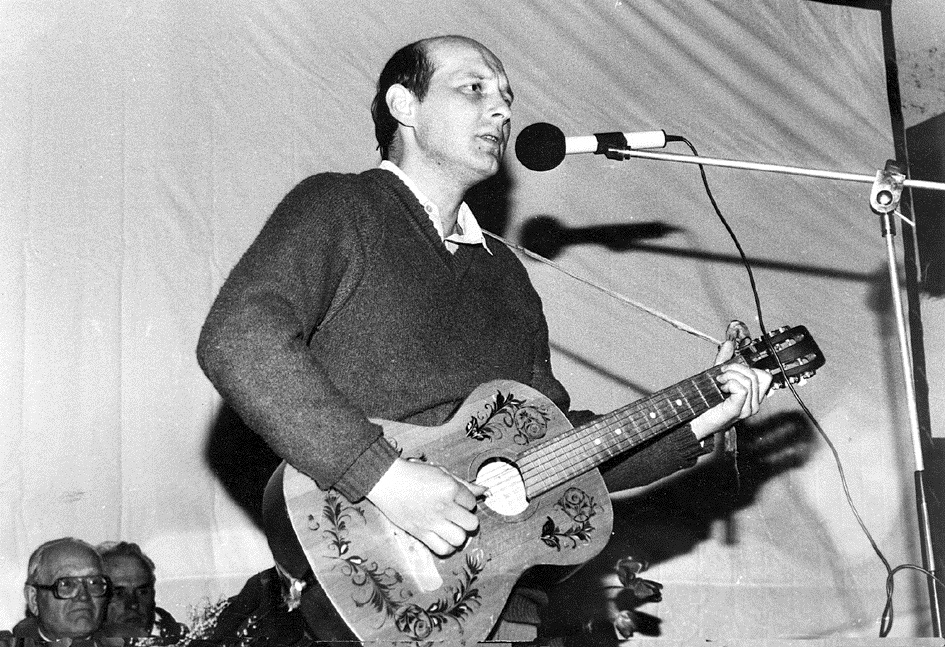

На первый план в лирике Арапова выдвигается оптимистическая жизненная поэзия, ответственность за своё слово. Поэт в своем творчестве решает важные морально-этические проблемы, пишет о природе, о любви к родному краю, о необходимости бережного отношения к окружающему миру.
Известен Арапов и как переводчик. В его переводах на эрзянском языке вышли поэма Дмитрия Морского «Ульяна Сосновская» (эрз. «Тиринь ёнкс» — хрестоматия для учащихся 9 классов, Мордкиз, 1997), стихотворная сказка Алексея Громыхина эрз. «Инегуесь ды ГАИ-сь» (Мордкиз, 1996).
 В 1997 году поэт стал стипендиатом международной ассоциации финно-угорских литератур при Обществе М. А. Кастрена (за переводческую деятельность).
Знали Александра Арапова и как исполнителя авторской песни. Наверно, он был первым, кто связал эрзянскую поэзию с жанром городского романса.

## Награды и признание
- 1997 — лауреат премии им. Матиаса Кастрена (Финляндия)
- 2000 — лауреат еженедельника «Литературная Россия»
- 2007 — лауреат I-го Международного фестиваля финно-угорской книги «Тиринь-тядянь вал» («Родное слово») в номинации «Самая читаемая поэтическая книга на родном языке»
- 2007 — лауреат республиканского конкурса СМИ и журналистов «Зеркало нации» в номинации «Хранители традиций»
- 2008 — дипломант этого же конкурса в номинации «Лучший этножурналист».

## Память
Имя Александра Арапова внесено в «100 книг писателей Мордовии» (книга эрз. «Мейле» («После»)), данная акция проводилась совместно с Министерством печати и информации, Министерством по национальной политике и Министерством культуры РМ и была приурочена к Году Литературы, объявленному в России в 2015 году.

## Труды
Книги стихов:
1. «Вайгель» («Голос»). — Саранск, Мордов.кн.изд-во, 1990 г.
2. «Вальма» («Окно»). — Саранск, Мордов.кн.изд-во, 1992 г.
3. «Взмах». — Саранск, Мордов.кн.изд-во, 2001 г.
4. «Мейле» («После»). — Саранск, Мордов.кн.изд-во, 2006 г.
5. «Жест». — Саранск, Мордов.кн.изд-во, 2 г.

Публикации в учебниках-хрестоматиях:
- «Тиринь литература» («Родная литература»). Учебник-хрестоматия для общеобразовательной школы (11 класс). — Саранск, Мордов.кн.изд-во, 2002 г.
- «Тиринь литература» («Родная литература»). Учебник-хрестоматия для общеобразовательной школы (8 класс). — Саранск, Мордов.кн.изд-во, 2008 г.

Публикации в поэтических антологиях:
- Антология финно-угорской поэзии «Иду к живому берегу». — Будапешт, 1993 г.
- Антология «Мордовская лирика» (перевод на финский язык Раи Бартенс). — Хельсинки, изд-во «Vliopistopaino», 2004 г.
- Антология финно-угорской поэзии «Kuum öö». «Soome-ugri rahvaste tänapäeva luulet» («Современные стихотворения финно-угорских народов»). — Таллинн, изд-во «Kirjastuskeskus», 2006 г.
- Антология финно-угорской поэзии «Черёмуховая речка». — Сыктывкар, кн.изд-во «Кола», 2008 г.
- Антология «Поэзия третьего тысячелетия». Библиотека еженедельника «Литературная Россия». — Москва, концерн «Литературная Россия», 2003 г.
- Антология эрзянской литературы «Эрямонь вайгель» («Голос жизни»). — Саранск, типография «Красный Октябрь», 2001 г.
- Антология «Лилии». — Челябинск, полиграфическое объединение «Книга», 2002 г.

Публикации в коллективных сборниках:
- «Ранний рассвет». — Москва, изд-во «Молодая гвардия», 1979 г.
- «Середина земли родной». — Москва, изд-во «Современник», 1987 г.
- «Маней васолкст» («Светлые дали»). — Саранск, Мордов.кн.изд-во, 1987 г.
- «Гостеприимная земля». — Саранск, Мордов.кн.изд-во, 1988 г.
- «Калейдоскоп». — Саранск, Мордов.кн.изд-во, 1989 г.
- «Коллеги». — Москва, изд-во МГУ им. М. В. Ломоносова, 1989 г.
- «Молодёжная волна». — Самара, Самарское кн. Изд-во, 1991 г.
- «Waterfowl way» («Журавлиная дорога»). — Тарту, 1995 г.
- «От Урала до Невы». Библиотека «Лилии». — Челябинск, полиграфическое объединение «Книга», 2001 г.
- «Пизёлонь каштаз. Berkenvekoszoru» («Рябиновый венок»). — Сомбатхей (Венгрия), 2006 г.

Публикации в литературно-художественных альманахах:
- Альманах «Литрос», № 1/2001. — Москва, концерн «Литературная Россия», 2001 г.
- Альманах «День поэзии. Санкт-Петербург — Россия — 2007». — Санкт-Петербург, издательский дом «АССПИН», 2007 г.
- Альманах «Ради жизни». — Саранск, Министерство печати и информации РМ, Союз писателей РМ, 2005 г.
- Альманах «Майская песня». — Рузаевка, Министерство печати и информации РМ, 2005 г.
- Альманах «Корни». — Саранск, Министерство печати и информации РМ, Союз писателей РМ, 2007 г.
- Альманах «Корни». — Саранск, Министерство печати и информации РМ, Союз писателей РМ, 2008 г.